# Oliverius
Oliverius is een geslacht van hooiwagens uit de familie Gonyleptidae.
De wetenschappelijke naam Oliverius is voor het eerst geldig gepubliceerd door H. E. M. Soares & B. A. Soares in 1945. 

## Soorten
Oliverius is monotypisch en omvat slechts de volgende soort:
- Oliverius jordanensis